# Reformierter und lutherischer Friedhof Paradiesstraße (Düren)

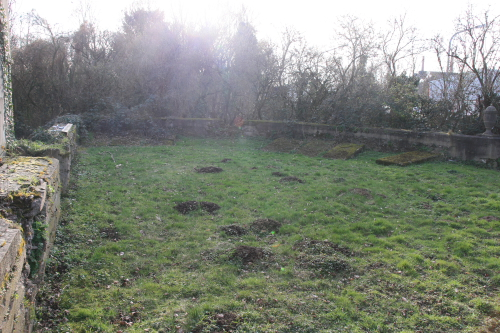
Der Friedhof mit den Grabplatten an der hinteren Mauer

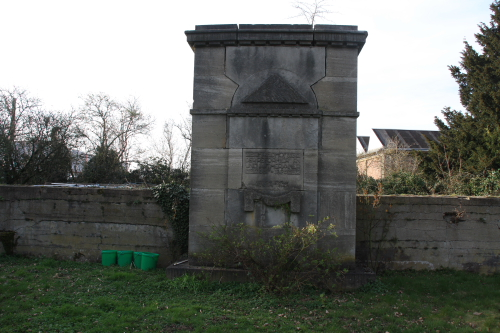
Das Monument vor der Friedhof

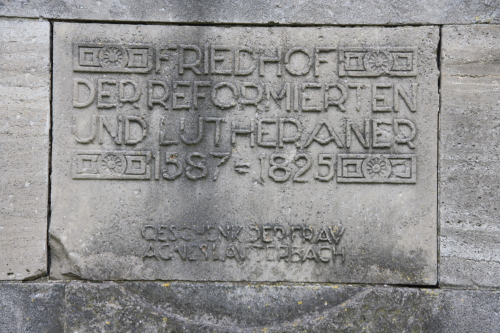
Die Inschriftentafel

Der reformierte und lutherische Friedhof Paradiesstraße liegt in Düren, Nordrhein-Westfalen.
Der Friedhof liegt sehr versteckt in der Paradiesstraße. Er ist nur über das Gelände des Dürener Schlachthofes zu erreichen. Er macht mittlerweile einen sehr gepflegten Eindruck.  
Der Friedhof liegt auf einer Erhöhung und ist mit einer kleinen Mauer umgeben. Von vorne führen zwei Treppen auf den Friedhof hinauf. Zwischen den beiden Treppenaufgängen steht ein etwa fünf Meter hohes Monument. Auf der Inschriftentafel ist zu lesen: 
FRIEDHOF

DER REFORMIERTEN

UND LUTHERANER

1587-1825
GESCHENK DER FRAU

AGNES LAUTENBACH
Im Jahre 1587 vermachte Mechtild Portz, Ehefrau des Zinngießers Bernhard Lauterbach, der reformierten Gemeinde „ein halb morgen, an der rur gelegen“ in der heutigen Paradiesstraße. Die Anlage eines eigenen Friedhofes war notwendig geworden, weil es den Reformierten verboten wurde, ihre Toten auf dem allgemeinen Friedhof zu bestatten. 1627 wurde der Friedhof erweitert und durfte nun von der lutherischen Gemeinde mitbenutzt werden. Auf diesem Friedhof wurde bis 1825 bestattet. Danach erfolgten die Beerdigungen auf dem heute noch bestehenden und genutzten Friedhof in der Kölnstraße. 1884 wurden fünf Grabplatten dieses Friedhofes an der Leichenhalle des neuen evangelischen Friedhofs angebracht. Im Zweiten Weltkrieg wurde die Leichenhalle und mit ihr wurden die Grabsteine zerstört. 1976 wurden acht Grabplatten in die Christuskirche überführt und neben der Orgel eingemauert. 2003 folgten vier weitere Platten.
Am 18. November 1904 überließ die Evangelische Gemeinde zu Düren den Friedhof der Stadt Düren, die den Friedhof ab diesem Zeitpunkt auf Dauer zu pflegen hat. Diese Verpflichtung wurde später auf den Dürener Service-Betrieb übertragen. 
Der Friedhof ist unter Nr. 1/64 in die Denkmalliste der Stadt Düren eingetragen.